# Distretto di Don Phut
Il distretto di Don Phut (in thailandese: ดอนพุด) è un distretto (amphoe) della Thailandia, situato nella provincia di Saraburi.